# Levada do Alecrim

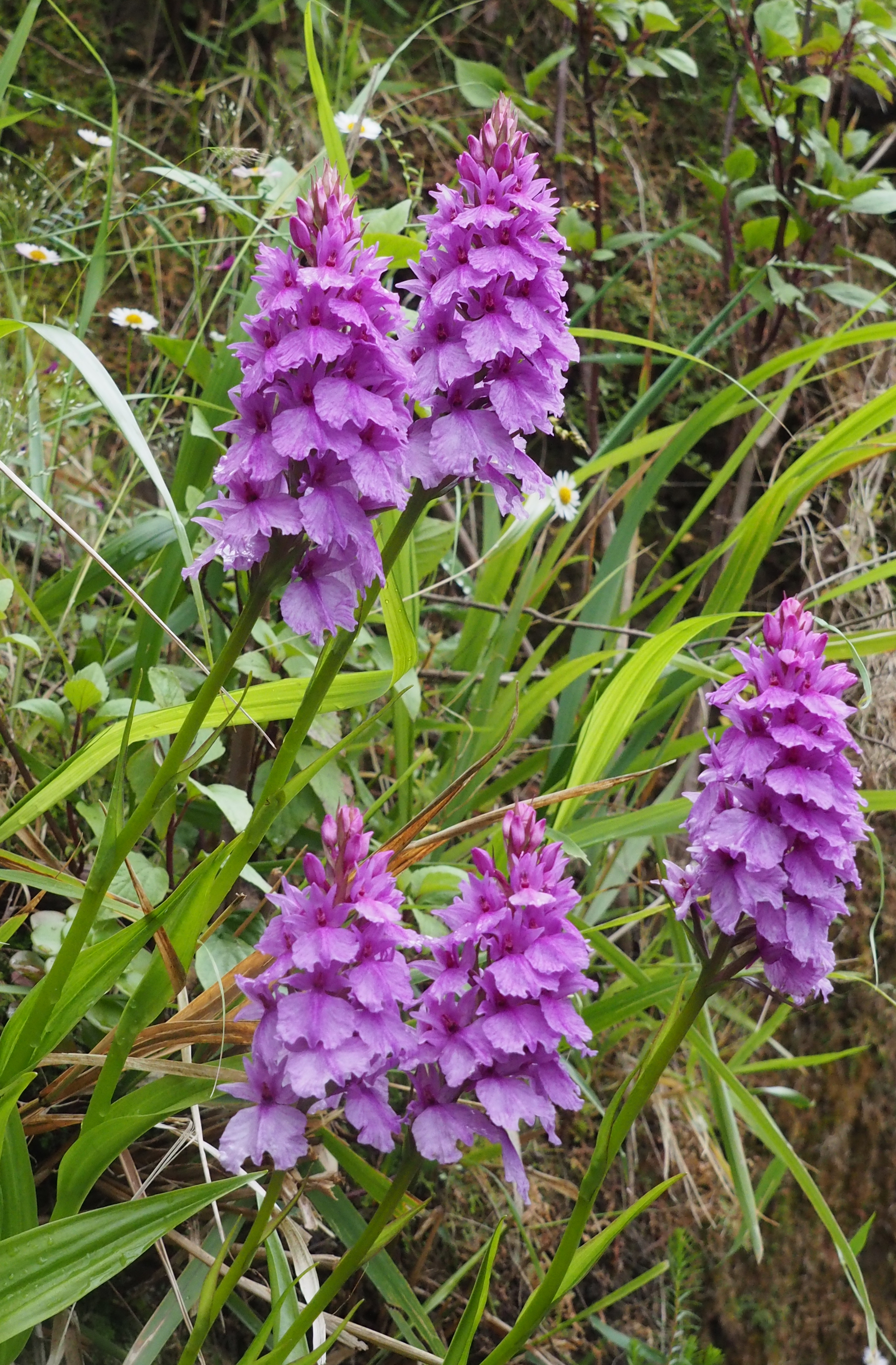
Madeira-Knabenkraut

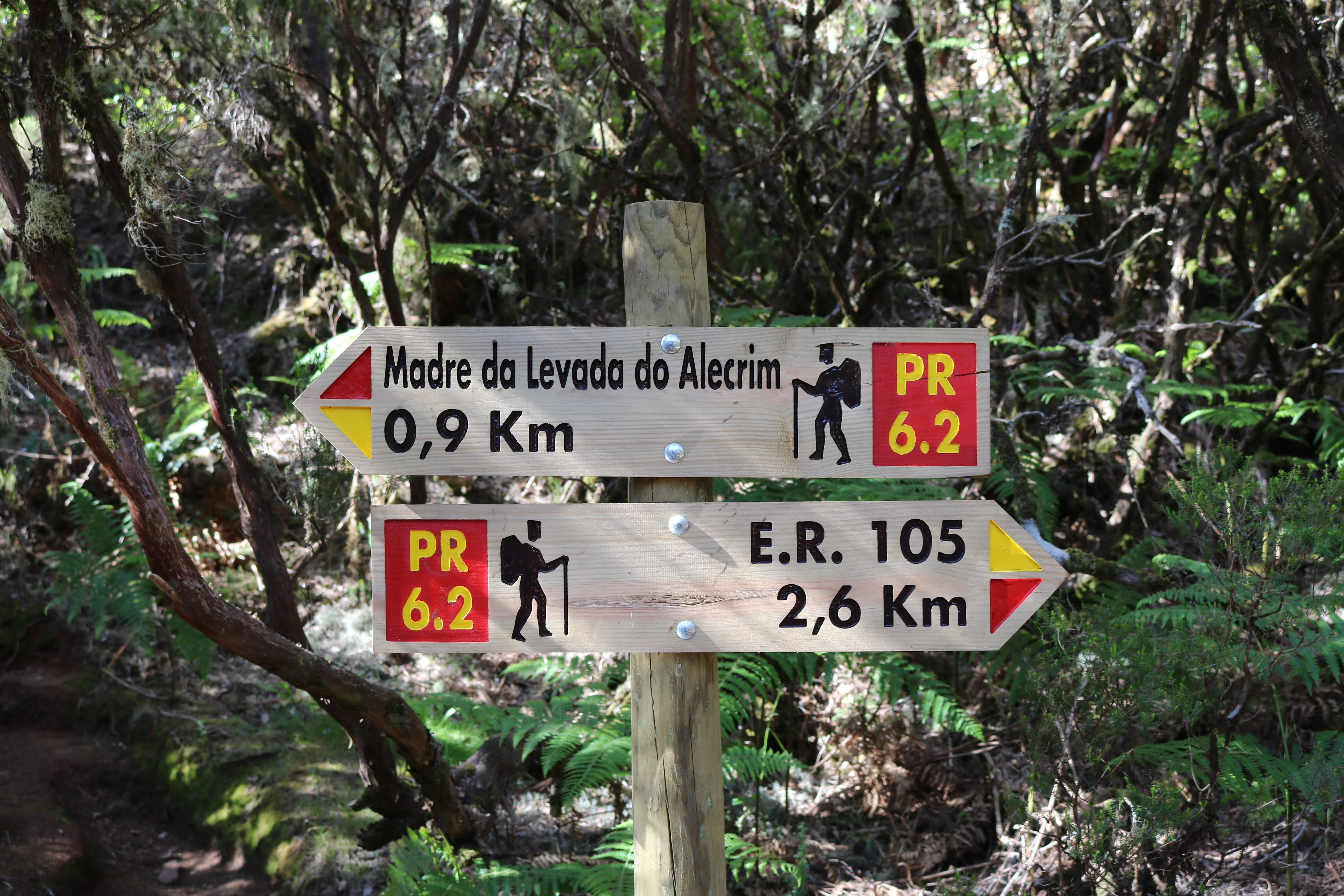
Wegweiser zur Quelle der Levada

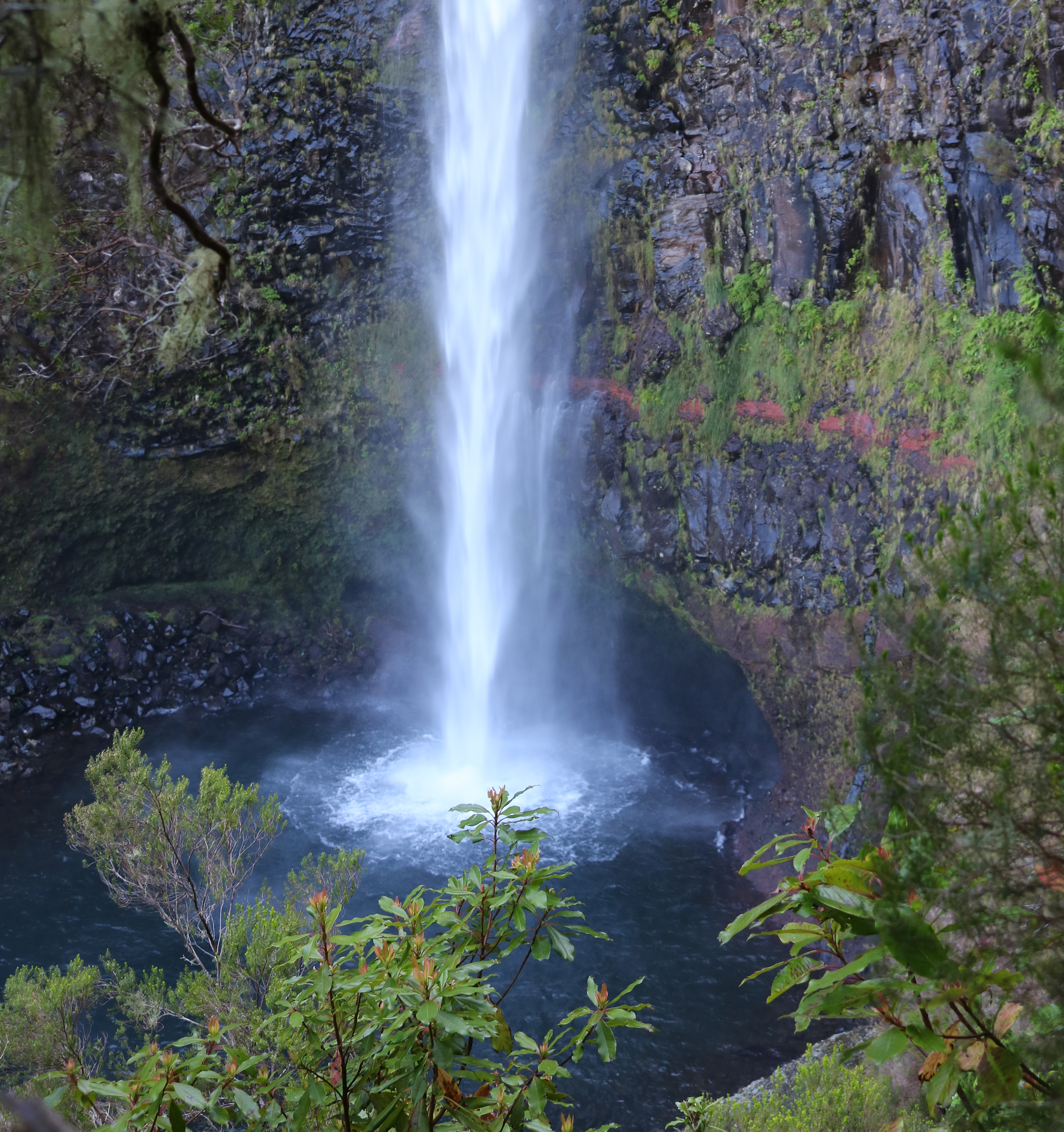
Lagoa do Vento

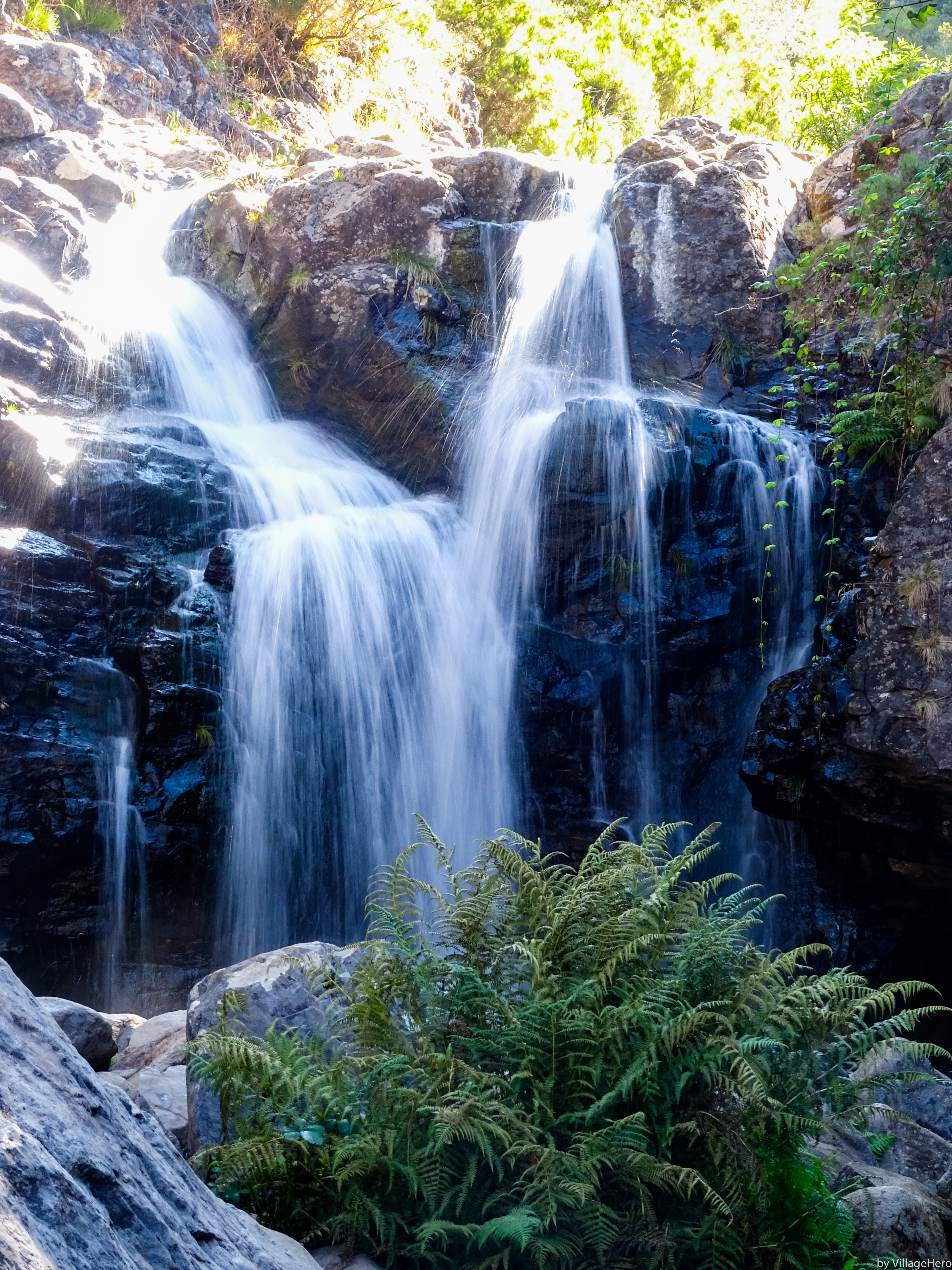
Wasserfall

Die Levada do Alecrim (portugiesisch für Rosmarin-Levada) ist ein Bewässerungskanal auf der portugiesischen Atlantikinsel Madeira im Quellgebiet von Rabaçal, etwa 5 km westlich von Campo Grande im Hochland Paul da Serra. Der die Levada begleitende Wanderweg gehört zu den reizvollsten Wanderpfaden der Insel. Die Levada führt durch stellenweise dichten Lorbeerwald, dieser wurde am 2. Dezember 1999 in die Liste der UNESCO-Weltnaturerbe aufgenommen.

## Geschichte
Die ersten Levadas in dem wasserreichen Gebiet von Rabaçal wurden Mitte des 19. Jahrhunderts gebaut, u. a. die Levada do Risco und die Levada das 25 Fontes, um damit die Felder an der Südküste zu bewässern. Die Levada do Alecrim entstand dagegen erst 1953, seither wird ihr Wasser zur Stromerzeugung ins Kraftwerk Calheta III geleitet. Anders als die berühmten Nachbarkanäle, die schon vor mehr als 100 Jahren von Touristen besucht wurden, wird die Rosmarin-Levada erst in jüngster Zeit verstärkt als Wanderweg genutzt.

## Zugang
Der Wanderweg beginnt an der Regionalstraße ER 105, die das Hochland von Rabaçal mit dem Paul da Serra im Osten und Porto Moniz im äußersten Nordwesten der Insel verbindet. Der Ausgangspunkt, er liegt 1280 m ü. NN, ist nicht ans öffentliche Busnetz angeschlossen. Vom Parkplatz folgt man der Ausschilderung des PR 6.2 in Richtung Madre da Levada do Alecrim (portugiesisch für Quelle der Rosmarin-Levada).

## Sehenswürdigkeiten
Aus botanischer Sicht reizvoll ist der von Baumheide (Erika arborea) durchsetzte Lorbeerwald. Im Bergfrühling, aufgrund der Höhenlage beginnt dieser erst im Mai, steht das Madeira-Knabenkraut (Dactylorhiza foliosa) am Wegrand. Während der Wanderung öffnet sich der immergrüne Buschwald immer wieder und gibt die Aussicht auf das Tal der Ribeira Grande frei. Auf halbem Weg zur Quelle der Levada wird eine steile Levadatreppe (Himmelstreppe) mit 54 Stufen aufgestiegen, neben der das Wasser im Kanal hinabrauscht. Von dort wird schließlich der Lagoa da Dona Beja genannte kleine Quellsee der Levada do Alecrim erreicht, den ein Wasserfall füllt.
Als Alternative für den Rückweg bietet sich der Abstieg auf dem PR 6.3 zum Lagoa do Vento an, einem kleinen See, in den sich ebenfalls ein veritabler Wasserfall stürzt.